# Valley Wells (California)
Valley Wells es un lugar designado por el censo ubicado en el condado de Inyo en el estado estadounidense de California. En el año 2010 tenía una población de 0 habitantes.

## Geografía
Valley Wells se encuentra ubicado en las coordenadas 35°51′37.59″N 117°22′18.34″O / 35.8604417, -117.3717611.